# Troy (Kansas)
Troy es una ciudad ubicada en el condado de Doniphan en el estado estadounidense de Kansas. En el año 2010 tenía una población de 1010 habitantes y una densidad poblacional de 531,58 personas por km².

## Geografía
Troy se encuentra ubicada en las coordenadas 39°47′17″N 95°05′27″O / 39.788099, -95.090840 (39.788099, -95.090840).

## Demografía
Según la Oficina del Censo en 2000 los ingresos medios por hogar en la localidad eran de $31,786 y los ingresos medios por familia eran $37,039. Los hombres tenían unos ingresos medios de $28,229 frente a los $19,706 para las mujeres. La renta per cápita para la localidad era de $15,138. Alrededor del 12.2% de la población estaban por debajo del umbral de pobreza.